# Romariswandkopf
Le Romariswandkopf est une montagne à deux sommets du groupe du Glockner dans le massif des Hohe Tauern en Autriche, à la limite entre le land de Carinthie et le Tyrol oriental. Le sommet principal culmine à 3 511 m d'altitude, le second sommet au nord à 3 491 m. Les deux sommets sont éloignés d'environ 120 mètres.